# U-19-Fußball-Europameisterschaft der Frauen 2009

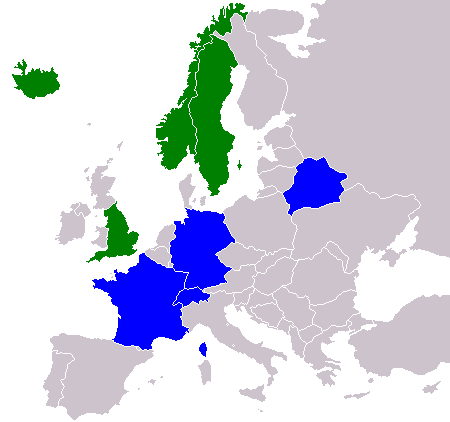
EM-Teilnehmer
Gruppe A
Gruppe B

Die Endrunde der 12. U-19-Fußball-Europameisterschaft der Frauen wurde in der Zeit vom 13. bis 25. Juli 2009 in Belarus ausgetragen. Das osteuropäische Land war damit zum ersten Mal Gastgeber eines UEFA-Turniers. Acht Mannschaften traten zunächst in einer Gruppenphase in zwei Gruppen und danach im K.-o.-System gegeneinander an. Spielberechtigt waren Spielerinnen, die am 1. Januar 1990 oder später geboren wurden. Gespielt wurde in Minsk, Maladsetschna und Baryssau. Europameister wurde zum ersten Mal England durch einen 2:0-Finalsieg über Schweden. Für England war es der erste Europameistertitel einer weiblichen Auswahlmannschaft.

## Qualifikation
Belarus ist als Ausrichter automatisch qualifiziert. Die übrigen 45 gemeldeten Nationalmannschaften wurden auf elf Gruppen zu je vier Mannschaften aufgeteilt. Deutschland erhielt eine Wildcard für die 1. Qualifikationsrunde. Die Gruppensieger und -zweiten erreichten automatisch die 2. Qualifikationsrunde. Dazu kam der beste Gruppendritte. Für die Ermittlung des besten Gruppendritten wurden allerdings nur die jeweiligen Ergebnisse gegen die Gruppensieger und -zweiten herangezogen. Die erste Qualifikationsrunde wurde im Herbst 2008 ausgetragen. Die 23 übrig gebliebenen Mannschaften plus Deutschland wurden in der 2. Qualifikationsrunde auf sechs Gruppen zu je vier Mannschaften aufgeteilt. Die sechs Gruppensieger und der beste Gruppenzweite qualifizierten sich für das Finalturnier in Belarus. Die Turniere der 2. Qualifikationsrunde wurden im Frühjahr 2009 ausgetragen. Titelverteidiger Italien konnte sich nicht für die Endrunde qualifizieren.

## Modus
Bei der Endrunde bildeten die acht Mannschaften zwei Gruppen zu je vier Mannschaften. In der Gruppenphase spielte jede Mannschaft innerhalb der Gruppe einmal gegen jede andere. Für einen Sieg gab es drei Punkte und für ein Unentschieden einen Punkt. Nach Abschluss der Vorrundenspiele qualifizierten sich die Gruppensieger und Gruppenzweiten für das Halbfinale.
Bei Punktgleichheit mehrerer Mannschaften in den Gruppenspielen wären die Positionen zunächst anhand der größeren Zahl der Punkte aus den direkten Begegnungen herangezogen worden. Wären diese gleich gewesen, würden zunächst die Tordifferenz und danach die Anzahl der erzielten Tore in den direkten Begegnungen verglichen. Sollten dann immer noch zwei oder mehrere Mannschaften gleichauf sein, würden als nächste Kriterien die Tordifferenz aus allen Spielen und dann die Anzahl der insgesamt erzielten Tore verglichen. Letztes Kriterium wäre die Fair-Play-Wertung gewesen.
Ab dem Halbfinale wurde das Turnier im K.-o.-System fortgesetzt. Spiele, die nach Ablauf der regulären Spielzeit unentschieden endeten, wurden um zweimal zehn Minuten verlängert. Wäre auch nach der Verlängerung kein Sieger gefunden worden, wäre die Entscheidung im Elfmeterschießen gefallen.
Die reguläre Spielzeit bei allen Spielen betrug zweimal 45 Minuten. Die beiden Gruppensieger und die beiden Gruppenzweiten qualifizierten sich für die U-20-Weltmeisterschaft 2010 in Deutschland. Die deutsche Mannschaft war als Gastgeber bereits automatisch für das Weltturnier qualifiziert. Hätte die deutsche Mannschaft das Halbfinale erreicht so hätten die beiden Gruppendritten in einem Spiel um Platz fünf einen weiteren WM-Teilnehmer ermittelt.

## Vorrunde

### Gruppe A
| Pl. | Land        | Sp. | S | U | N | Tore    | Diff. | Punkte |
| --- | ----------- | --- | - | - | - | ------- | ----- | ------ |
| 1.  | Frankreich  | 3   | 2 | 0 | 1 | 006:200 | +4    | 06     |
| 2.  | Schweiz     | 3   | 2 | 0 | 1 | 007:300 | +4    | 06     |
| 3.  | Deutschland | 3   | 2 | 0 | 1 | 011:400 | +7    | 06     |
| 4.  | Belarus     | 3   | 0 | 0 | 3 | 001:160 | −15   | 0      |

|                           |   |             |           |
| 13. Juli 2009 in Baryssau |   |             |           |
| Belarus                   | – | Schweiz     | 1:4 (0:4) |
| 13. Juli 2009 in Minsk    |   |             |           |
| Frankreich                | – | Deutschland | 1:2 (1:2) |
| 16. Juli 2009 in Baryssau |   |             |           |
| Belarus                   | – | Frankreich  | 0:3 (0:1) |
| 16. Juli 2009 in Minsk    |   |             |           |
| Schweiz                   | – | Deutschland | 3:0 (1:0) |
| 19. Juli 2009 in Baryssau |   |             |           |
| Deutschland               | – | Belarus     | 9:0 (7:0) |
| 19. Juli 2009 in Minsk    |   |             |           |
| Schweiz                   | – | Frankreich  | 0:2 (0:0) |

Deutschland, die Schweiz und Frankreich beendeten die Vorrunde punktgleich und hatten im direkten Vergleich ebenfalls die gleiche Punktzahl. Die Schweiz und Frankreich hatten im direkten Vergleich ein Torverhältnis von 3:2 Toren während Deutschland eins von 2:4 Toren hatte. Da Frankreich das Spiel gegen die Schweiz gewann ist Frankreich Gruppensieger.

### Gruppe B
| Pl. | Land     | Sp. | S | U | N | Tore    | Diff. | Punkte |
| --- | -------- | --- | - | - | - | ------- | ----- | ------ |
| 1.  | England  | 3   | 2 | 1 | 0 | 007:000 | +7    | 07     |
| 2.  | Schweden | 3   | 2 | 0 | 1 | 004:500 | −1    | 06     |
| 3.  | Norwegen | 3   | 0 | 2 | 1 | 001:200 | −1    | 02     |
| 4.  | Island   | 3   | 0 | 1 | 2 | 001:600 | −5    | 01     |

|                                |   |          |           |
| 13. Juli 2009 in Minsk         |   |          |           |
| Schweden                       | – | England  | 0:3 (0:2) |
| 13. Juli 2009 in Maladsetschna |   |          |           |
| Island                         | – | Norwegen | 0:0       |
| 16. Juli 2009 in Minsk         |   |          |           |
| Schweden                       | – | Island   | 2:1 (0:1) |
| 16. Juli 2009 in Maladsetschna |   |          |           |
| England                        | – | Norwegen | 0:0       |
| 19. Juli 2009 in Minsk         |   |          |           |
| Norwegen                       | – | Schweden | 1:2 (1:2) |
| 19. Juli 2009 in Maladsetschna |   |          |           |
| England                        | – | Island   | 4:0 (2:0) |

## Finalrunde

### Halbfinale
|                                |   |          |                      |
| 22. Juli 2009 in Minsk         |   |          |                      |
| Frankreich                     | – | Schweden | 2:5 n. V. (2:2, 1:1) |
| 22. Juli 2009 in Maladsetschna |   |          |                      |
| England                        | – | Schweiz  | 3:0 (2:0)            |

### Finale
|                           |   |         |           |
| 25. Juli 2009 in Baryssau |   |         |           |
| Schweden                  | – | England | 0:2 (0:2) |

## Die deutsche Mannschaft

### Kader
| Nr.        | Name                  | Geburtstag | Verein                 | Spiele | Tore |     |     |     |
| Tor        | Tor                   | Tor        | Tor                    | Tor    | Tor  | Tor | Tor | Tor |
| ---------- | --------------------- | ---------- | ---------------------- | ------ | ---- | --- | --- | --- |
| 12         | Almuth Schult         | 09.02.1991 | Magdeburger FFC        | 1      | 0    | 0   | 0   | 0   |
| 1          | Desirée Schumann      | 06.02.1990 | 1. FFC Turbine Potsdam | 2      | 0    | 0   | 0   | 0   |
| Abwehr     |                       |            |                        |        |      |     |     |     |
| 2          | Laura Brosius         | 08.01.1990 | 1. FFC Turbine Potsdam | 1      | 0    | 0   | 0   | 0   |
| 3          | Bianca Joswiak        | 10.06.1990 | 1. FC Union Berlin     | 3      | 0    | 0   | 0   | 0   |
| 5          | Valeria Kleiner       | 27.03.1991 | SC Freiburg            | 2      | 0    | 0   | 0   | 0   |
| 4          | Stefanie Mirlach      | 18.04.1990 | Bayern München         | 3      | 1    | 0   | 0   | 1   |
| 13         | Marith Prießen        | 17.12.1990 | FCR 2001 Duisburg      | 1      | 0    | 0   | 0   | 0   |
| 14         | Lena Wermelt          | 29.09.1990 | SG Wattenscheid 09     | 3      | 1    | 0   | 0   | 0   |
| Mittelfeld |                       |            |                        |        |      |     |     |     |
| 16         | Marie-Louise Bagehorn | 07.07.1991 | 1. FFC Turbine Potsdam | 3      | 1    | 0   | 0   | 0   |
| 8          | Kristina Gessat       | 08.11.1990 | FSV Gütersloh 2009     | 2      | 0    | 0   | 0   | 0   |
| 6          | Marina Hegering       | 17.04.1990 | FCR 2001 Duisburg      | 3      | 0    | 0   | 0   | 0   |
| 10         | Dzsenifer Marozsán    | 18.04.1992 | 1. FFC Frankfurt       | 3      | 3    | 0   | 0   | 0   |
| 15         | Selina Wagner         | 06.10.1990 | VfL Wolfsburg          | 2      | 1    | 0   | 0   | 0   |
| Angriff    |                       |            |                        |        |      |     |     |     |
| 9          | Svenja Huth           | 25.01.1991 | 1. FFC Frankfurt       | 3      | 1    | 0   | 0   | 0   |
| 18         | Tabea Kemme           | 14.12.1991 | 1. FFC Turbine Potsdam | 3      | 0    | 0   | 0   | 0   |
| 17         | Turid Knaak           | 24.01.1991 | FCR 2001 Duisburg      | 1      | 0    | 0   | 0   | 0   |
| 11         | Alexandra Popp        | 06.04.1991 | FCR 2001 Duisburg      | 3      | 1    | 0   | 0   | 1   |
| 7          | Jessica Wich          | 14.07.1990 | 1. FFC Turbine Potsdam | 3      | 2    | 0   | 0   | 0   |

### 1. Qualifikationsrunde
Die deutsche Mannschaft erhielt ein Freilos.

### 2. Qualifikationsrunde
Die deutsche Mannschaft traf auf Irland, Russland und die Slowakei. Gespielt wurde in Heilbronn, Walldorf, Viernheim und Öhringen.
| Pl. | Land        | Sp. | S | U | N | Tore    | Diff. | Punkte |
| --- | ----------- | --- | - | - | - | ------- | ----- | ------ |
| 1.  | Deutschland | 3   | 3 | 0 | 0 | 017:000 | +17   | 09     |
| 2.  | Irland      | 3   | 2 | 0 | 1 | 004:700 | −3    | 06     |
| 3.  | Russland    | 3   | 1 | 0 | 2 | 002:500 | −3    | 03     |
| 4.  | Slowakei    | 3   | 0 | 0 | 3 | 001:120 | −11   | 0      |

|                             |   |             |     |
| 23. April 2009 in Heilbronn |   |             |     |
| Deutschland                 | – | Russland    | 4:0 |
| Irland                      | – | Slowakei    | 3:1 |
| 25. August 2009 in Walldorf |   |             |     |
| Russland                    | – | Irland      | 0:1 |
| Deutschland                 | – | Slowakei    | 7:0 |
| 28. April 2009 in Viernheim |   |             |     |
| Irland                      | – | Deutschland | 0:6 |
| 28. April 2009 in Öhringen  |   |             |     |
| Slowakei                    | – | Russland    | 0:2 |